# Oskar Nedbal
 (juillet 2023).
Si vous disposez d'ouvrages ou d'articles de référence ou si vous connaissez des sites web de qualité traitant du thème abordé ici, merci de compléter l'article en donnant les références utiles à sa vérifiabilité et en les liant à la section « Notes et références ».
Oskar Nedbal, né le 26 mars 1874 à Tábor en royaume de Bohême et mort le 24 décembre 1930 à Zagreb,est un chef d'orchestre, altiste et compositeur tchécoslovaque.

## Biographie
Nedbal est né à Tábor, en royaume de Bohême. Il est fils d'un avocat germanophone. Après un bref passage au lycée, il entre au conservatoire de Prague où il est l'élève de Dvořák pour la composition et de Antonín Bennewitz pour le violon. En 1891, il cofonde le quatuor à cordes de Bohême dans lequel il restera en tant qu'altiste jusqu'en 1906. Il se produit également en tant que soliste. De 1896 à 1906, il dirige l'Orchestre philharmonique de Bohême à Prague.
À la suite d'un désaccord, il s'établit en 1906 à Vienne où on le nomme directeur du Tonkünstler-Orchester. Il y restera jusqu'en 1919. En 1913, il se tourne vers la composition d'opérettes, grâce auxquelles il se fait une réputation mondiale. Il écrit également deux ballets.
Il revient dans son pays à la création de l'État tchécoslovaque. En 1923, il est nommé directeur artistique de l'Opéra du Théâtre national slovaque  à Bratislava et fonde ensuite l'Orchestre symphonique de la radio slovaque. Il est aussi lecteur à l'université de la ville. En butte à des difficultés financières, il se donne la mort en sautant d'une fenêtre du théâtre de Zagreb, lors du réveillon de Noël 1930.

## Compositions
- 1892, 4 Lieder op. 2 (F. A. Urbánek, Prague 1892)
- 1893, Romance et sérénade op. 6 pour violon et piano (F. A. Urbánek, Prague 1893)
- 1894, 4 pièces op. 8 pour piano ( F. A. Urbánek, Prague 1894)
- 1895, Lettres intimes op. 7 pour piano ( F. A. Urbánek, Prague 1895)
- 1895, Silhouette op. 10 pour piano (Neldner, Riga 1895)
- 1895, Variations sur un thème de Dvorák op. 1  pour piano ( F. A. Urbánek, Prague 1895)
- 1896, Scherzo-Caprice op. 5 (Simrock, Berlin 1896)
- 1896, 4 Lieder op. 11 sur des textes de J. V. Sládek (F. A. Urbánek, Prague 1896
- 1896, Festmarsch op. 3 (manuscrit)
- 1896, Humoreske en sol majeur pour piano (Prague 1896)
- 1897, Aus vergangenen Zeiten op. 13 pour piano (Simrock, Berlin 1897 ; orchestration en manuscrit)
- 1899, Romance et Capriccio op. 12 pour violoncelle et piano (Schlesinger, Berlin 1899)
- 1902, Der faule Hans ballet sur un argument de F. K. Hejda, créé le 24. janvier 1902 à Prague, Nationaltheater [revu sous le titre Pohádka o Honzovi, créé le 3 octobre 1903 à Vienne, Hofoper (avec la Valse triste)] (Bosworth, Leipzig 1903)
- 1905, In Leid und Lust op. 16 pour piano (Prague 1905)
- 1907, Valses silhouettes op. 17 pour piano (Bosworth, Leipzig 1907, 1914)
- 1907, Z pohádky do pohádky (De conte en conte), ballet sur un argument de L. Novák, créé le 25 janvier 1908 à Vienne, Hofoper (F. A. Urbánek, Prague 1907)
- 1908, Weihnachtsstimmung pour piano (Wiener Mode, vienne 1908)
- 1910, Die keusche Barbara, opérette en 3 actes sur un livret de R. Bernauer, L. Jacobson et V. Stech, créé le 14 septembre 1910 à Prague, Weinberger Stadttheate (Doblinger, Vienne 1910)
- 1910, Pièce romantique op. 18 pour violoncelle et piano (Doblinger, Vienne 1910)
- 1910, Prinzessin Hyazinthe,  ballet sur un argument de L. Novák, créé le 1er septembre 1911  à Vienne, Hofoper (M. Urbánek, Prague 1910)
- 1912, Des Teufels Großmutter, ballet sur un argument de K. Zeska et de G. Stöhr, cré le 20 avril 912 à Vienne, Wien, Hofoper (Bosworth, Leipzig 1912)
- 1913, Polenblut, opérette en 3 actes usr un livret de L. Stein, créé le 25 octobre 1913 à Vienne, Carltheater [révisé sous le titre Die Erntebraut avec un livret de H. Hermecke, créé en 1942 à Berlin, Admiralspalast ; le 10 novembre 1954 à Vienne, Volksoper]
- 1914, 3 Couplets pour le Kriegsberichterstatter (le correspondant de guerre), créés le 10 octobre 1914 à Vienne Apollotheate (Doblinger,vienne 1914)
- 1914, Musique de scène pour Die Hermannsschlacht de H. v. Kleist, créé le 10 décembre 1914 à Vienne, Burgtheater (manuscrit)
- 1916, Die Winzerbraut, opérette en 3 actes sur un livret de L. Stein et J. Wilhelm, créé le ; 11 février 1916 à Vienne, Theater an der Wien [révisé sous le titre Podzimní písen (le chant d'automne) sur un livret de V. Spilar et V. Mirovský, créé le 24 octobre 1930 à Prague, Große Operette)
- 1917, Die schöne Saskia, opérette en trois actes sur un livret de A. M. Willner et H. Reichert, créé le 16 novembre 1917 à Vienne, Carltheater (Eibenschütz & Berté, Vienne 1917)
- 1918, Eriwan, opérette en 3 actes sur un livret de F. Dörmann,créé le 29 novembre 1918 à Vienne Komödienhaus (Strache, Vienne 1918)
- 1919, Mamsell' Napoleon, opérette en 1 acte sur un livret d'E. et A. Golz, créé en 1919 à Vienne, Die Hölle
- 1920-1923, Aus dem Kinderleben op. 15 pour piano [orchestré sous le titre Suite mignonne (M. Urbánek, Prague 1920-1923)
- 1921, Pevec lásky (Le Minnesänger), L. Novák), scène dansée, créé le 9 avril 1921 à Vienne (manuscrit)
- 1922, Sedlák Jakub (Le paysan Jakob) opéra sur un livret de L. Novák, créé le 13 octobre 1922 à Brünn, Nationaltheater (manuscrit)
- 1925, Donna Gloria, opérette en 3 actes sur un livret de V. Léon et H. Reichert, créé le 30 décembre 1925 à Vienne, Carltheater (Weinberger, Vienne 1925)
- 1928, Unie (Union), Festmarsch (manuscrit ; réduction pour piano, Union des musiciens tchécoslovaques, Prague 1928) .
- 1930, musique pour le film muet, Svatý Václav (La saint Václav), créé le 3 avril 1930 ) Prague, au cinéma Adria (manuscrit)
- Andersen, ballet sur un argument de J. Kvapil et L. Novák, créé le 1er mars 1914 à Vienne, Théâtre Ronacher (Weinberger, Vienne 1912)
- sd. Das Dorf ohne Männer, opérette en 1 acte (manuscrit)
- sd. Fuge en ré majeur pour quatuor à cordes
- sd. Humoreske en do majeur sur un thème de Dvorák pour piano(manuscrit)
- sd. Militär und Volkslieder sur des textes de Dostal-Lutinov et Hornoff (manuscrit)
- sd. Písen pro nová srdce (chant pour les nouveaux cœurs) (manuscrit)
- sd. Prosba (pardon) pour 3 violons (Vilímek, Prague)
- sd. Reisebildchen pour piano (manuscrit)
- sd. Sonate en ré majeur pour piano (manuscrit)
- sd. Sonate en ré majeur pour violon et piano (manuscrit)
- sd. Sonate en si majeur op. 9 pour violon et piano (Simrock, Berlin)
- sd., Romance pour clarinette (manuscrit)
- sd., Cikánské kouzlo (La magicien tzigane), ballet sur un argument de V. Stech (inachevé, manuscrit)
- sd., Tajna, ballet sur un argument de C. Sylva (inachevé, manuscrit)

## Hommages
L'astéroïde (3592) Nedbal, découvert en 1980, est nommé en son honneur.

## Discographie sélective
- D'un conte à l'autre et Andersen, suites de ballets, par le Dvorak Chamber Orchestra, direction Miroslav Homolka (1990 / 1 CD Supraphon 11 1413-2 031)
- Princesse Hyacinthe et Le Conte de Honza, suites de ballets, par le Dvorak Chamber Orchestra, direction Miroslav Homolka (1990 / 1 CD Supraphon 11 1414-2 031)
- Die Winzerbraut, par Wolfgang Müller-Lorenz, Martin C. Turba, Marcus Niedermeyr, Andreas Rainer, Bibiana Nwobilo, Mirjam Neururer, Susanne Kirnbauer, Alfred Berger, Cäcilie Dorothea Schütte, Anita Tauber, Chœurs et Orchestre des Musik Theater Schönbrunn, direction Herbert Mogg (2010 / 2 CD CPO 777 629-2)